# 村瀬清 (久保田藩士)
村瀬 清（むらせ きよし）は江戸時代末期から明治時代にかけての久保田藩士。明治維新後は東京平田神社の創建にたずさわった。

## 人物略歴
慶応3年（1867年）の王政復古の大号令ののち、出羽国久保田藩（秋田藩）では勤王派の巻き返しが顕著となった。村瀬清は御用人兼勘定奉行に任じられ、京都滞在を命じられた。いっぽう、江戸定府の久保田藩士であった平田国学の指導者平田銕胤（平田篤胤の養子）は村瀬とともに再び京にのぼって、薩摩・長州の陣営に加わろうとしたが、合流には失敗した。
明治11年（1878年）、銕胤の子の平田胤雄（平田延胤弟）が東京柳島横川町（現、東京都墨田区）にあった平田屋敷邸内社の平田神社を正式な神社として認めてもらうよう、東京府知事楠本正隆に宛てて上申書を提出したとき、名を連ねた19名のなかに村瀬の名がある。創建運動は実り、1881年（明治14年）11月、明治天皇の下賜金をもとに東京小石川第六天町（現、東京都文京区）に遷座した（現在は渋谷区代々木に遷っている）。